# Martin Stráník

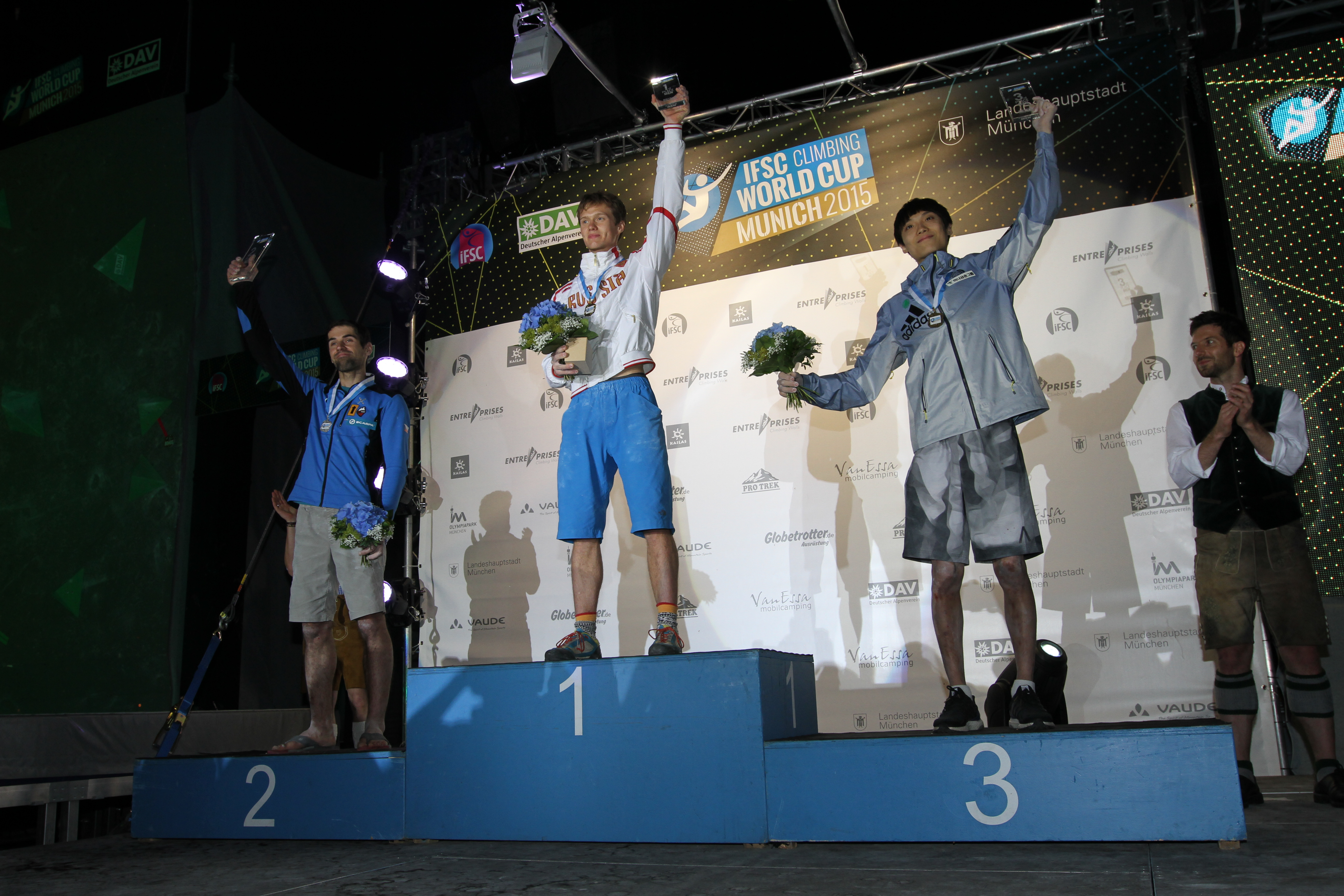
PŚ 2015 Monachium. Stoją od lewej: Martin Stráník CZE (2 m.), Aleksiej Rubcow RUS (1 m.) i Chon Jong-won KOR (3 m.)

Martin Stráník (ur. 8 marca 1990 w Choceň) – czeski wspinacz sportowy. Specjalizował się w boulderingu oraz we wspinaczce klasycznej. Wicemistrz świata we wspinaczce sportowej z 2007 roku w konkurencji boulderingu.

## Kariera sportowa
Wielokrotny uczestnik mistrzostw świata i mistrzostw Europy. Srebrny medalista  mistrzostw świata z 2007 roku we wspinaczce sportowej z hiszpańskiego Avilés  w konkurencji boulderingu.  

## Osiągnięcia

### Mistrzostwa świata
| Konkurencje       | 2007 | 2011 | 2014  | 2016  | 2018  | 2019  |
| Bouldering        | 2    | 7    | 15-16 | 21-22 | 29-30 | 57-59 |
| Prowadzenie       | —    | —    | —     | —     | 37-38 | 15    |
| Wsp. na czas      | —    | —    | —     | —     | —     | 85    |
| Wspinaczka łączna | —    | —    | —     | —     | —     | 46    |

### Mistrzostwa Europy
| Konkurencje | 2006  | 2008  | 2010  | 2013  | 2015 | 2017 |
| Bouldering  | —     | 23-24 | 21-22 | 27-28 | 5    | 15   |
| Prowadzenie | 25-26 | 39-31 | —     | —     | —    | —    |